# Projektive Quadrik
Eine projektive Quadrik ist in der projektiven analytischen Geometrie die Nullstellenmenge einer nichttrivialen, homogenen, quadratischen Funktion {\displaystyle q} in {\displaystyle n+1} Variablen {\displaystyle (x_{0},x_{1},\ldots ,x_{n})}, die als Koordinatendarstellung einer Punktmenge in dem {\displaystyle n}-dimensionalen projektiven Raum {\displaystyle KP^{n}} über einem Körper {\displaystyle K} aufgefasst wird.
Projektive Quadriken können, sofern die Charakteristik des Körpers nicht 2 ist, durch eine symmetrische Matrix dargestellt werden. Ist diese Matrix durch eine orthogonale Matrix diagonalisierbar, dann kann die Gleichung, die die Quadrik beschreibt, durch Wahl eines geeigneten projektiven Koordinatensystems auf eine Form
{\displaystyle \alpha _{0}x_{0}^{2}+\alpha _{1}x_{1}^{2}+\cdots +\alpha _{r}x_{r}^{2}=0,\;\alpha _{j}\neq 0}
gebracht werden. Die Zahl {\displaystyle 1\leq r\leq n+1} ist der Rang der Darstellungsmatrix, die Koeffizienten sind deren von 0 verschiedenen Eigenwerte. Dabei kann ein von 0 verschiedener Koeffizient {\displaystyle \alpha _{j}} der Gleichung stets durch Wahl eines entsprechenden Koordinatensystems in einen beliebigen, zu ihm quadratisch äquivalenten Koeffizienten {\displaystyle \beta _{j}=c^{2}\cdot \alpha _{j},c\in K^{*}=K\setminus \lbrace 0\rbrace } umgewandelt werden, alle Koeffizienten sind nur bis auf einen gemeinsamen Faktor {\displaystyle t\in K^{*}} bestimmt. Die Reihenfolge der Koeffizienten kann durch eine geeignete Basistransformation beliebig gewählt werden.
In der synthetischen Geometrie werden Quadriken in projektiven Geometrien als Punktmengen koordinatenfrei definiert. Dies erlaubt es, solche Punktmengen auch in nichtdesarguesschen Ebenen und nichtpappusschen Räumen zu untersuchen. → Siehe dazu Quadratische Menge.

## Definitionen

### Homogenes quadratisches Polynom
Sei {\displaystyle K} ein Körper. Ein Polynom in (höchstens) {\displaystyle n+1} Variablen {\displaystyle p\in K[x_{0},x_{1},\ldots ,x_{n}]} heißt homogenes quadratisches Polynom, wenn es eine Summe von quadratischen Monomen der Form {\displaystyle r_{jk}\cdot x_{j}\cdot x_{k}(r_{jk}\in K;0\leq j\leq k\leq n)} ist. Ein solches Polynom lässt eine Darstellung
{\displaystyle p(x_{0},x_{1},\ldots ,x_{n})={\vec {x}}^{T}\cdot A\cdot {\vec {x}}}
zu, wobei {\displaystyle A} eine quadratische {\displaystyle (n+1)\times (n+1)}-Matrix ist. Verlangt man von der Matrix {\displaystyle A=(a_{jk})_{(0\leq j,k\leq n)}}, dass sie symmetrisch ist, dann wird sie durch die Koeffizienten {\displaystyle r_{jk}} der Monome eindeutig bestimmt. Es gilt dann
{\displaystyle a_{jk}={\begin{cases}r_{jk},\quad {\text{falls }}\,j=k\\{\frac {1}{2}}\cdot r_{jk},\;{\text{falls }}\,j\neq k,\end{cases}}}
falls die Charakteristik des Körpers {\displaystyle K} nicht 2 ist. Für Körper mit Charakteristik 2 ist im Allgemeinen keine Darstellung durch eine symmetrische Matrix möglich.

### Homogene quadratische Funktion
Durch jedes homogene quadratische Polynom wird eine homogene, quadratische Funktion
{\displaystyle q:K^{n+1}\rightarrow K;\quad {\begin{pmatrix}x_{0}\\\vdots \\x_{n}\end{pmatrix}}\mapsto p(x_{0},\ldots ,x_{n})=(x_{0},\ldots ,x_{n})\cdot A\cdot {\begin{pmatrix}x_{0}\\\vdots \\x_{n}\end{pmatrix}}}
auf dem Vektorraum {\displaystyle K^{n+1}} definiert. Ist {\displaystyle p} das Nullpolynom und damit die symmetrische Matrix {\displaystyle A} die Nullmatrix, dann heißt diese quadratische Funktion trivial, in allen anderen Fällen, wenn also der Rang von {\displaystyle A} größer oder gleich 1 ist, nichttrivial.

### Projektive Quadrik
Für eine homogene, quadratische Funktion {\displaystyle q:K^{n+1}\rightarrow K} gilt {\displaystyle q({\vec {x}})=0} genau dann, wenn {\displaystyle q(t\cdot {\vec {x}})=0} für jeden Skalar {\displaystyle t\in K} gilt. Wählt man in einem {\displaystyle n}-dimensionalen projektiven Raum über {\displaystyle K} daher ein festes projektives Koordinatensystem und identifiziert den Raum damit mit seinem Standardmodell {\displaystyle KP^{n}{\mathrel {\widehat {=}}}K^{n+1}}, dann wird durch {\displaystyle q({\vec {x}})=0} eine Punktmenge in dem projektiven Raum beschrieben. Für die triviale quadratische Funktion {\displaystyle q\equiv 0} ist das der gesamte Raum. In allen anderen Fällen wird die Erfüllungsmenge der Koordinatengleichung, also die Punktmenge
{\displaystyle \lbrace P=\left[{\vec {x}}\right]\in KP^{n}|q({\vec {x}})=0\rbrace }
als projektive Quadrik bezeichnet.

### Äquivalenz von Quadriken
Zwei Quadriken, die durch die nichttrivialen quadratischen Funktionen {\displaystyle q_{1}({\vec {x}})} bzw. {\displaystyle q_{2}({\vec {x}})} beschrieben werden, heißen projektiv äquivalent, wenn es symmetrische Darstellungsmatrizen {\displaystyle A} von {\displaystyle q_{1}} und {\displaystyle B} von {\displaystyle q_{2}}, eine reguläre Matrix {\displaystyle S} und ein Körperelement {\displaystyle t\in K^{*}} gibt, so dass
{\displaystyle S^{T}\cdot A\cdot S=t\cdot B} gilt  ({\displaystyle S^{T}} ist die transponierte Matrix).
Damit ist es genau für äquivalente Quadriken möglich, die Gleichung der einen Quadrik durch Wahl eines geeigneten projektiven Koordinatensystems auf die Form der zweiten oder ein Vielfaches dieser Form zu bringen. Für die Äquivalenz notwendig ist, dass sich die Quadriken als Punktmengen durch eine Projektivität, die dann durch {\displaystyle S} darstellbar ist, bijektiv aufeinander abbilden lassen. Für projektive Räume über einem algebraisch abgeschlossenen Körper ist dies auch hinreichend.
Eine Quadrik, die eine symmetrische Darstellungsmatrix mit Vollrang, also vom Rang {\displaystyle n+1} besitzt, wird als nichtentartet bezeichnet, jede andere Quadrik als entartet. Eine Quadrik, für deren Erfüllungsmenge {\displaystyle \lbrace {\vec {x}}\in K^{n+1}|q({\vec {x}})=0\rbrace =\lbrace 0\rbrace } gilt, die also keinen projektiven Punkt enthält, wird als nullteilige projektive Quadrik bezeichnet.
Entartete Quadriken sind nie nullteilig.

### Invarianten
Der Rang {\displaystyle r} einer symmetrischen Darstellungsmatrix {\displaystyle A} ist eine projektive Invariante für jede Quadrik {\displaystyle q({\vec {x}})=0}, er wird auch als Rang der projektiven Quadrik bezeichnet.
Für den Fall einer projektiven Quadrik über einem reellen projektiven Raum liefert der Trägheitssatz von Sylvester noch eine Invariante: Da jeder Eigenwert der symmetrischen Darstellungsmatrix 0 ist oder quadratisch äquivalent zu +1 oder −1 ist, kann man – gegebenenfalls durch Multiplikation mit −1 – erreichen, dass die Anzahl {\displaystyle r_{+}} der positiven Eigenwerte nicht kleiner als die Anzahl {\displaystyle r_{-}} der negativen Eigenwerte ist. Die Zahl {\displaystyle s:=\min \lbrace r_{+},r_{-}\rbrace } ist eine weitere projektive Invariante für reelle Quadriken, die gelegentlich als projektive Signatur bezeichnet wird, da sie zusammen mit dem Rang die für projektive Quadriken wesentliche Information der Signatur einer Bilinearform enthält. Zwei reelle Quadriken sind genau dann äquivalent, wenn sie in ihrem Rang {\displaystyle r} und ihrer projektiven Signatur {\displaystyle s} übereinstimmen. Es kann stets eine Normalform gewählt werden, bei der {\displaystyle s=r_{-}} und daher {\displaystyle 0\leq r_{-}\leq r/2} ist.

## Projektive und affine Klassifikation von Quadriken
Durch Schlitzen eines projektiven Raumes (also durch Auswahl einer Hyperebene des Raumes als Fernhyperebene) entsteht aus jeder projektiven Quadrik eine (affine) Quadrik in dem dabei erzeugten affinen Raum. Gewöhnlich werden zwei unterschiedliche affine Quadriken nur dann zum gleichen Typ gezählt, wenn die zugehörigen projektiven Quadriken im projektiven Abschluss des affinen Raumes zum gleichen projektiven Typ gehören. Daher wird die affine Typisierung insbesondere für nullteilige Quadriken erst durch die Typisierung im projektiven Abschluss vollständig.

## Beispiele

### Die gewöhnlichen Fälle der linearen Algebra
In folgenden Fällen ist die symmetrische Darstellungsmatrix stets orthogonal diagonalisierbar:
- In einem komplexen projektiven Raum der Dimension {\displaystyle n} gibt es genau einen Typ einer projektiven Quadrik mit einer Darstellungsmatrix vom Rang {\displaystyle r} zu jedem Rang {\displaystyle 1\leq r\leq n+1}, insgesamt also genau {\displaystyle n+1} unterschiedliche Typen. Keine Quadrik ist nullteilig.

- Das Gleiche gilt für jeden algebraisch abgeschlossenen Körper mit von 2 verschiedener Charakteristik.

- In einem reellen projektiven Raum der Dimension {\displaystyle n} gibt es zu jedem möglichen Rang {\displaystyle r} mit {\displaystyle 1\leq r\leq n+1}  der Darstellungsmatrix genau {\displaystyle \lfloor {\frac {r}{2}}\rfloor +1} unterschiedliche Typen von projektiven Quadriken. Dabei ist {\displaystyle \lfloor {\frac {r}{2}}\rfloor } die größte ganze Zahl {\displaystyle z\leq {\frac {r}{2}}}, vergleiche Gaußklammer.

- Das Gleiche gilt für jeden reell abgeschlossenen Körper.

- In einer projektiven Ebene, also einem zweidimensionalen projektiven Raum über einem euklidischen Körper, zum Beispiel den reellen Zahlen, existieren genau 5 verschiedene Typen von projektiven Quadriken, zwei davon haben Darstellungsmatrizen mit dem vollen Rang 3 und die Normalform  {\displaystyle x_{0}^{2}+x_{1}^{2}+x_{2}^{2}=0} bzw.  {\displaystyle x_{0}^{2}+x_{1}^{2}-x_{2}^{2}=0}. Die erste der genannten Normalformen beschreibt eine nullteilige Quadrik. Die Normalformen der entarteten Quadriken lauten {\displaystyle x_{0}^{2}=0,x_{0}^{2}+x_{1}^{2}=0,x_{0}^{2}-x_{1}^{2}=0}.
- In einem dreidimensionalen projektiven Raum über einem reell abgeschlossenen Körper, zum Beispiel den reellen Zahlen, existieren genau 8 verschiedene Typen von projektiven Quadriken. Drei davon haben Vollrang und die Normalform {\displaystyle x_{0}^{2}+x_{1}^{2}+x_{2}^{2}+x_{3}^{2}=0}, {\displaystyle x_{0}^{2}+x_{1}^{2}+x_{2}^{2}-x_{3}^{2}=0} bzw. {\displaystyle x_{0}^{2}+x_{1}^{2}-x_{2}^{2}-x_{3}^{2}=0}. Die erste der genannten Normalformen beschreibt eine nullteilige Quadrik, die Normalformen der entarteten Quadriken werden durch die 5 Normalformen des zweidimensionalen Falles beschrieben.

### Praktische Berechnung einer rationalen Normalform
Für praktische Berechnungen ist die Diagonalisierung der symmetrischen Matrix – auch mit Computeralgebrasystemen – aufwändig und führt zunächst auch nur zu reellen und komplexen Normalformen. Stattdessen wird man für praktische Berechnungen die gemischten Terme der quadratischen Funktion durch quadratische Ergänzung eliminieren. Dies soll hier an einem Zahlenbeispiel deutlich gemacht werden:
Gegeben ist die quadratische Funktion {\displaystyle q_{A}} die durch die symmetrische Matrix
{\displaystyle A={\begin{pmatrix}1&2&3\\2&2&-1\\3&-1&1\end{pmatrix}}} dargestellt wird, also {\displaystyle q_{A}({\vec {x}})=x_{0}^{2}+4x_{0}x_{1}+6x_{0}x_{2}+2x_{1}^{2}-2x_{1}x_{2}+x_{2}^{2}.}
Nun wird dreimal quadratisch ergänzt:
1. {\displaystyle x_{0}=y_{0}-2x_{1}} führt auf die Form {\displaystyle y_{0}^{2}-2x_{1}^{2}+6y_{0}x_{2}-14x_{1}x_{2}+x_{2}^{2}},
2. {\displaystyle y_{0}=z_{0}-3x_{2}} führt dann auf {\displaystyle z_{0}^{2}-2x_{1}^{2}-14x_{1}x_{2}-8x_{2}^{2}},
3. {\displaystyle x_{1}=y_{1}-{\frac {7}{2}}x_{2}} führt auf {\displaystyle z_{0}^{2}-2y_{1}^{2}+{\frac {33}{2}}x_{2}^{2}}.

Die Übergangsmatrizen sind dabei
{\displaystyle S_{1}={\begin{pmatrix}1&-2&0\\0&1&0\\0&0&1\end{pmatrix}},S_{2}={\begin{pmatrix}1&0&-3\\0&1&0\\0&0&1\end{pmatrix}},S_{3}={\begin{pmatrix}1&0&0\\0&1&-{\frac {7}{2}}\\0&0&1\end{pmatrix}},}
deren Produkt {\displaystyle S=S_{1}\cdot S_{2}\cdot S_{3}} vermittelt zusammen mit dem Faktor {\displaystyle t=1/2} die Äquivalenz der Matrix {\displaystyle A} zu der Diagonalmatrix {\displaystyle D=\operatorname {diag} (2,-4,33)}, denn es ist {\displaystyle S^{T}\cdot A\cdot S=t\cdot D}. Damit ist die durch {\displaystyle A} beschriebene Quadrik über jedem Körper, dessen Charakteristik nicht 2 ist, durch {\displaystyle 2x_{0}^{2}-4x_{1}^{2}+33x_{2}^{2}} beschreibbar. Über {\displaystyle \mathbb {Q} } lautet eine Normalform {\displaystyle 2x_{0}^{2}+33x_{1}^{2}-x_{2}^{2}}, denn dort sind −4 und −1 quadratisch äquivalent. Liegt die Quadrik in einer Ebene, dann ist sie genau dann entartet, wenn die Charakteristik des Körpers 2, 3 oder 11 ist, bei allen anderen Charakteristiken ist ihr Rang 3. Über den reellen Zahlen ist ihr Rang 3 und ihre projektive Signatur 1.